# 菲利索沃农村居民点
菲利索沃农村居民点（俄语：Филисовское сельское поселение）是俄罗斯联邦伊万诺沃州罗德尼基区所属的一个农村居民点。其下辖有43个居民点，行政中心为菲利索沃。据2016年统计，该农村居民点的人口为2406人。